# Fort du mont Alban
Fort du mont Alban is een kasteel in de Franse gemeente Nice. Het fort is 220 meter hoog boven de stad gelegen op de Mont Alban. Het werd gebouwd van 1557 tot 1560. Het kasteel is een beschermd historisch monument sinds 1909.